# Мирољуб Милановић
Мирољуб Милановић (Крвије, Петровац на Млави, 23. септембар 1947 — 2018) био је српски приповедач, есејиста, књижевни критичар и професор књижевности. Завршио је Филолошки факултет у Београду, група за српски језик и књижевност. До одласка у пензију предавао је српски језик и књижевност у Гимназији у Петровцу на Млави. Објавио је шесткњига, а добио је: Прву награду Политике Политикину награду за кратку причу 1970, књижевну награду „Дрво живота“ Мобаровог института и Заветина Београд за књигу приповедака „Ветрењак“ 2002. године и награду Госпођин вир за књигу Пола века ћутања Центра за културу Пожаревац, 2009. године.

## Књижевне награде
- Прва награда Политике за кратку причу Воз,1970.
- Награда Дрво живота за књигу приповедака Ветрењак, Мобаров институт и Заветине, Београд, 2002.
- Награда Госпођин вир за књигу Пола века ћутања, Центар за културу, Пожаревац, 2009.
- Награда Општине Петровац на Млави за роман Лов на висоравни, 2016,
- Награда Јован Скерлић за роман Лов на висоравни, 2016.